# Масакр у Сремској Рачи
Масакр у Сремској Рачи је назив за масовно убиство Срба, мештана истоименог сремског села, које су извршили припадници 13. СС Ханџар дивизије немачког Вермахта марта 1944. године током Другог светског рата. Током тих догађаја село је готово потпуно уништено; после Другог светског рата од 220 кућа само 3 нису изгореле. Злочини су почињени током немачке операције Сава, која је спроведена од 15. до 17. марта 1944. године.

## Позадина
Током Другог светског рата, 19. јула 1943. године, у Сремској Рачи је формиран 2. сремски партизански одред, док је већ 17. јануара 1944. године формирана Шеста војвођанска бригада. Током Другог светског рата кроз Рачу су прошле хиљаде војника на путу за Босну. 
Почетком марта 1944. цело село Рача је спаљено, а становнике зверски поклала квислиншка 13. СС брдска дивизија Ханџар, коју су чинили углавном муслимани из Босне. Овај чин је извршен у знак одмазде за партизанску саботажу немачког транспорта.
Неколико дана након што је село уништено, Немци су из авиона бацили летак под насловом „масовно убиство у Рачи“ и потписали „борци за праву слободу“. У летку је писало: Када су добровољци босански Муслимани дошли у село, затекли су језиве призоре покланих људи. Са партизанима је отишло само неколико Јевреја који су били у селу. Ужас овог клања је неописив. Прави карактер комунистичког рата за слободу коначно је откривен!
Доле комунизам. Слобода народу! Никада не заборавите да ће се патња и беда, болест и смрт невиних жртава наставити све док прљава комунистичка змија не буде протерана из наше земље".
Немачка пропаганда је тврдила да су „бољшевички разбојници“ убијали све у селу који су одбили да пођу са њима у Босну.